# Mercat de Sarrià
El mercat de Sarrià és un edifici modernista situat al passeig de la Reina Elisenda de Montcada i els carrers de Pere Tarrés i Pare Miquel de Sarrià del barri del mateix nom de Barcelona, just davant de l'església de Sant Vicenç. Està catalogat com a bé amb elements d'interès (categoria C).

## Història

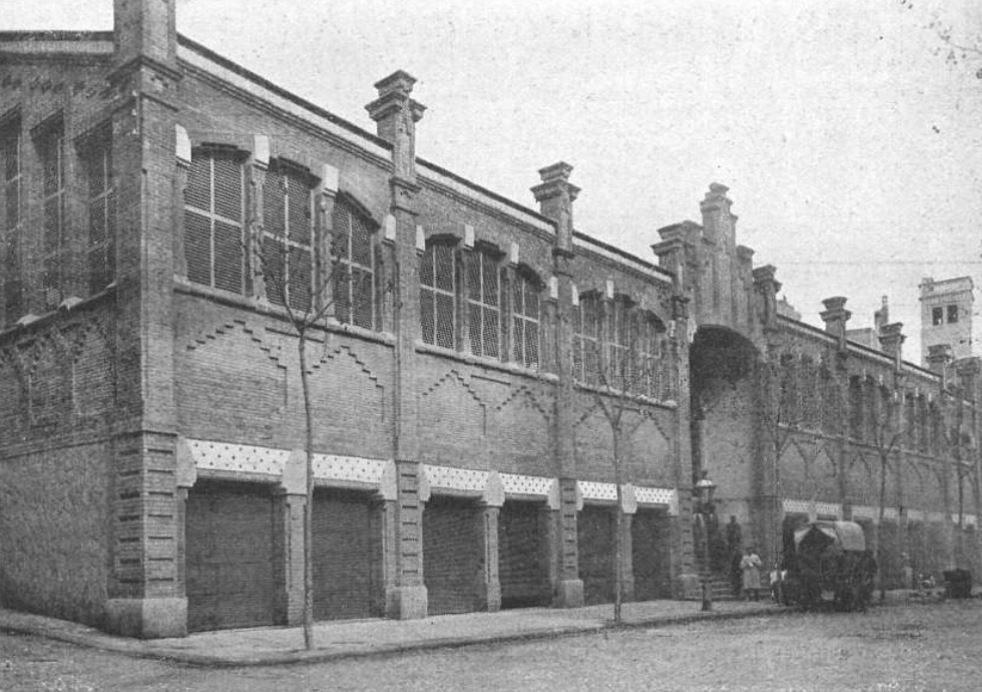
Any 1912

Va ser edificat el 1910, en el que havia estat l'Hort del Rector, un cop es van enderrocar la rectoria i les cases que hi havia al costat de l'església, per permetre la unió de la plaça de Sarrià amb el passeig de la Reina Elisenda de Montcada, que formava part de la carretera de Cornellà a Fogars de Tordera, que estava en construcció. Projectat pels arquitectes Arnau Calvet i Peyronill i Marcel·lià Coquillat i Llofriu, va substituir el mercat a l'aire lliure de la plaça de Sarrià i va ser inaugurat el 23 de desembre del 1911.
Ha sofert diverses remodelacions i reformes, la primera el 1967, i després el 2007, que va ser una actuació més integral, mantenint les façanes i l'estructura, però eliminant les escales d'accés, incorporant un ascensor i afegint-hi 20 places d'aparcament, entre d'altres actuacions. Projectada per l'arquitecta Àgata Vila i portada a terme per l'empresa G56, va durar prop d'un any.

## Descripció
Té una superfície d'uns 2.300 m². Les façanes són de maó vist, de dues tonalitats, de les quals es conserven els detalls originals, amb obertures que permeten l'entrada de llum i ventilació. A la part superior sobresurten deu pilars decoratius, que trenquen l'horitzontalitat de l'edifici. L'estructura està formada per cavalls de perfils laminats que es recolzen sobre pilars de fosa.